# Cutleriaceae
Famille
Les Cutleriaceae sont une famille d’algues brunes de l’ordre des Tilopteridales. 

## Étymologie
Le nom vient du genre type Cutleria, donné en hommage au phycologue britannique C. Cutler.

## Liste des genres
Selon AlgaeBase (25 août 2017) :
- Cutleria Greville ;
- Mutimo H.Kawai & T.Kitayama ;
- Zanardinia Nardo ex Zanardini.

Selon ITIS (25 août 2017) :
- Aglaozonia ;
- Cutleria ;
- Microzonia J. Agardh ;
- Zanardinia.

Selon World Register of Marine Species (25 août 2017) :
- Cutleria Greville, 1830 ;
- Microzonia J.Agardh, 1894 ;
- Mutimo H.Kawai & T.Kitayama, 2012 ;
- Padinella Areschoug, 1843 ;
- Zanardinia Nardo ex P.L.Crouan & H.M.Crouan, 1857 ;
- Zanardinia Nardo ex Zanardini, 1841.